# Gyrinus japonicus
Gyrinus japonicus es una especie de escarabajo del género Gyrinus, familia Gyrinidae. Fue descrita científicamente por Sharp en 1873.

## Distribución geográfica
Habita en Japón, Corea y China.